# Kremna (Słowacja)
Kremna (słow. Kremná) – wieś (obec) na Słowacji położona w kraju preszowskim, w powiecie Lubowla. Znajduje się w Górach Lubowelskich, w dolinie potoku Hranična i jego dopływu – potoku Kremnianka. Przez miejscowość prowadzi droga od przejścia granicznego w Mniszku nad Popradem przez przełęcz Vabec do Lubowli.

## Zarys historii
Pierwsze wzmianki o miejscowości pochodzą z roku 1773.
Słowacką nazwę Kremná wprowadzono w 1949 r. Wcześniejsza nazwa Krempach (Krumpach, Krampachy, Krempach pri Lubovni) sugeruje osadnictwo niemieckie. Wieś należała do dominium lubowelskiego. W XIV wieku był tu zajazd i punkt poboru myta.
W 1551 roku Wołoch Waśko otrzymał od polskiego króla Zygmunta Augusta prawo założenia wsi, wolniznę na zagospodarowanie oraz przywilej pobierania myta w zamian za utrzymywanie drogi. W XIX wieku działała tutaj huta szkła.

## Opis miejscowości
Według spisu ludności z dnia 21 maja 2011, wieś zamieszkiwało 105 osób.
We wsi murowana cerkiew greckokatolicka z 1787 r. pod wezwanie św. Marii z Nazaretu, wybudowana w stylu józefińskim.

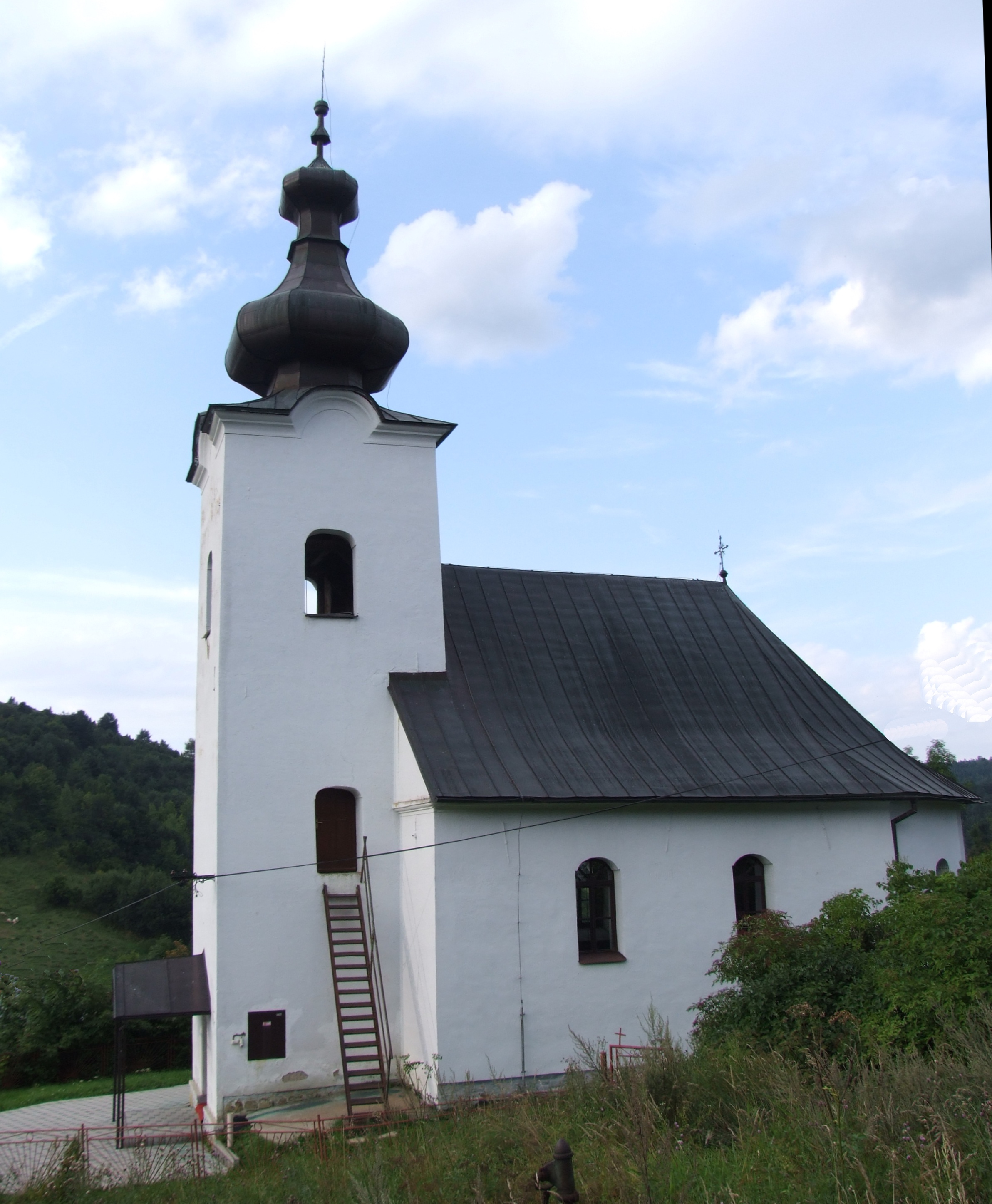
Kościół